# Maison des Anglais (Le Chalard)
La maison des Anglais est une maison située au Chalard, en France.

## Description
La maison des Anglais est la seule demeure ancienne du Chalard n'ayant subi aucune transformation majeure. Elle a conservé des baies gothiques.

## Localisation
La maison est située dans le département français de la Haute-Vienne, sur la commune du Chalard, au cœur du bourg.

## Historique
La maison est bâtie au XIIIe siècle.
Sa façade sur rue est inscrite au titre des monuments historiques le 7 janvier 1987.

## Galerie de photos

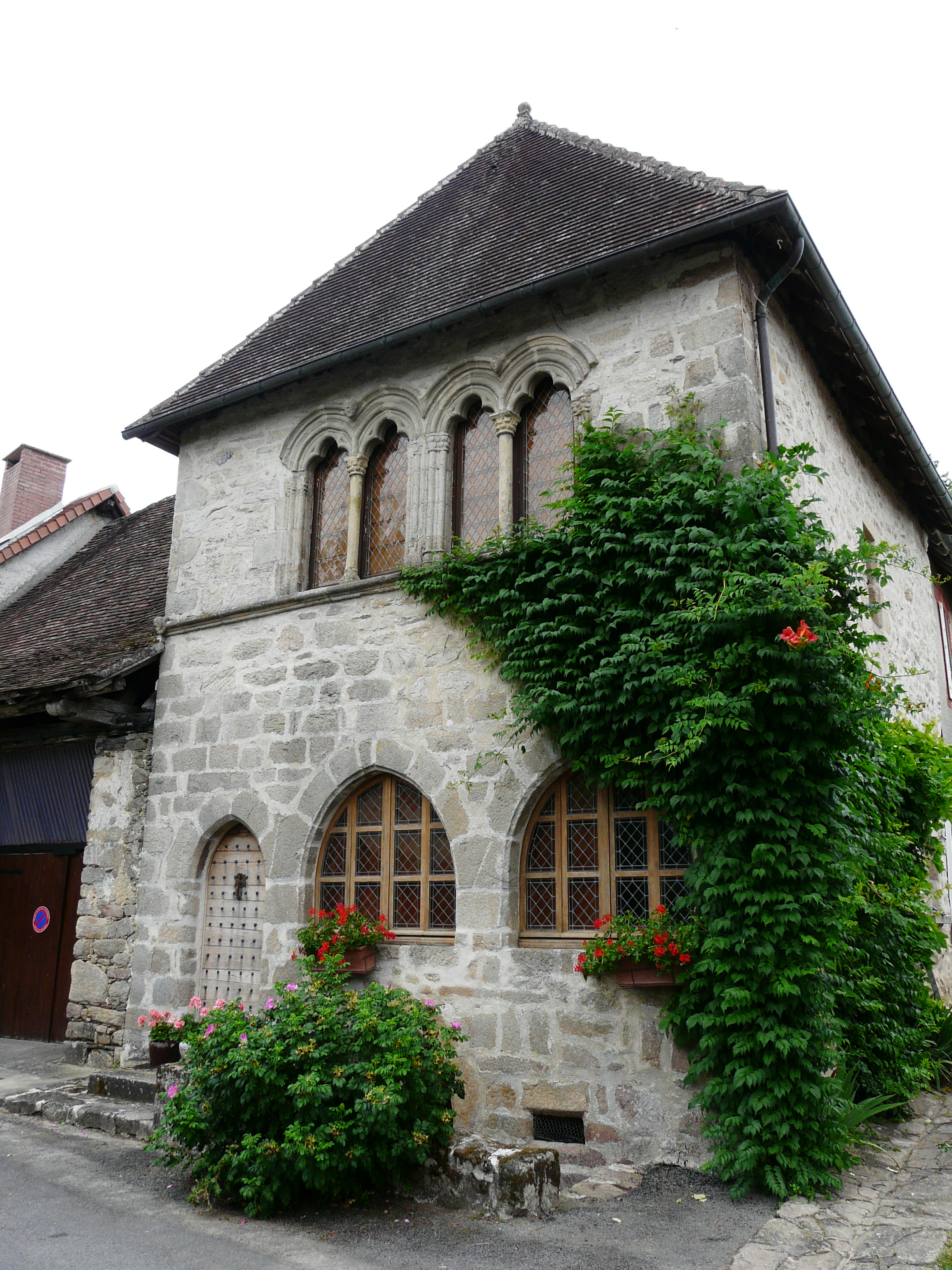
La façade sur rue
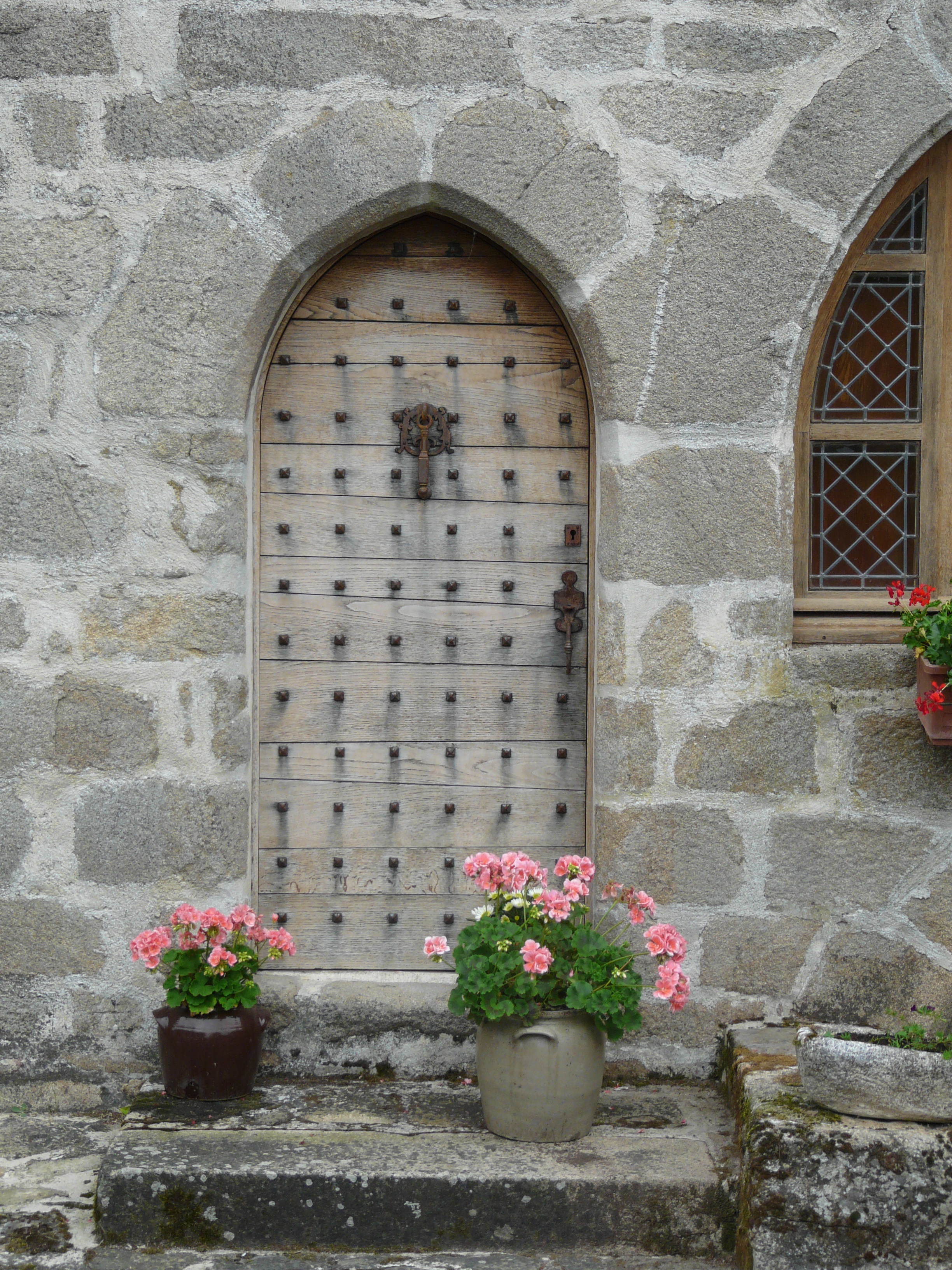
La porte
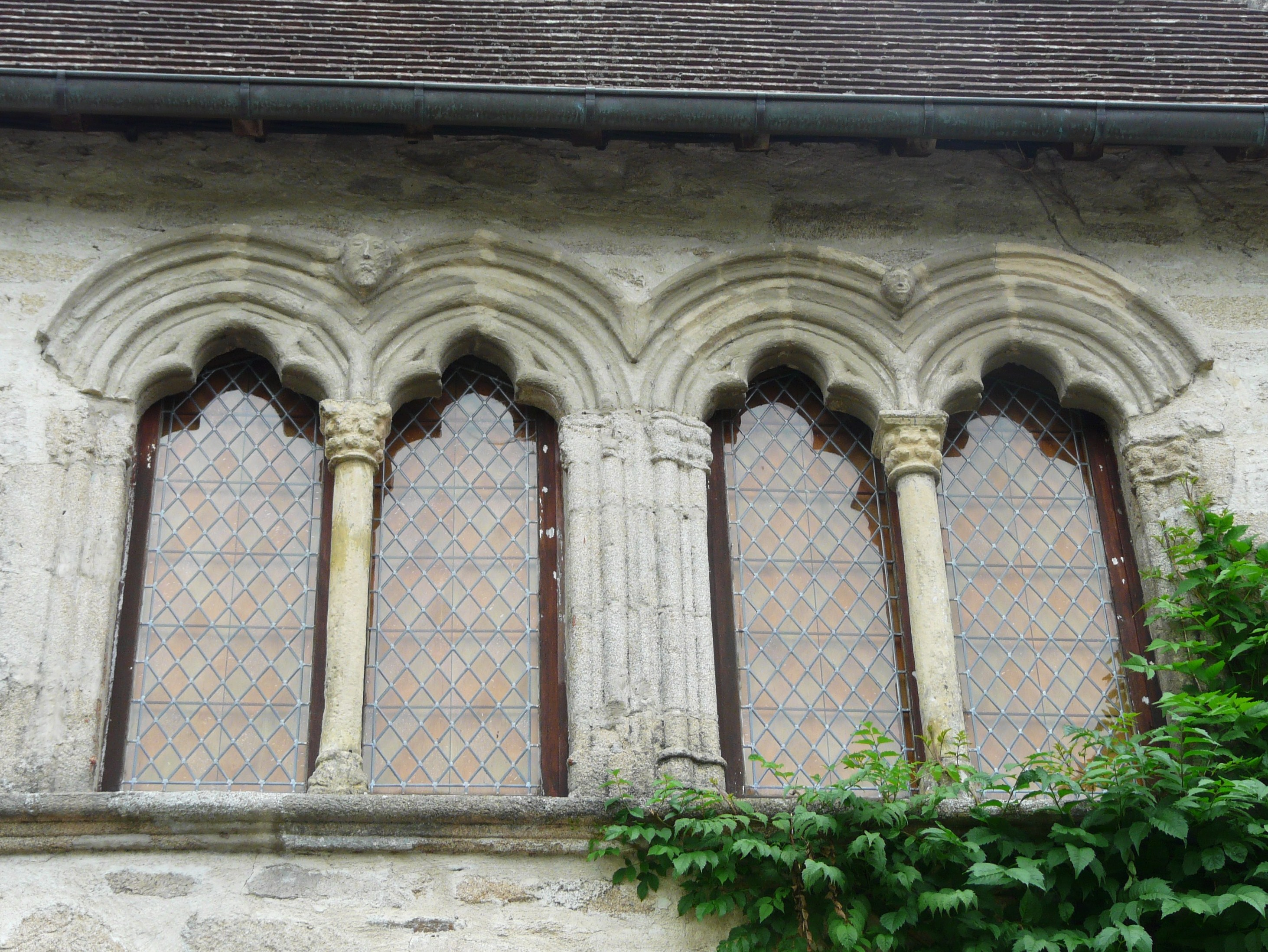
Les fenêtres géminées de l'étage
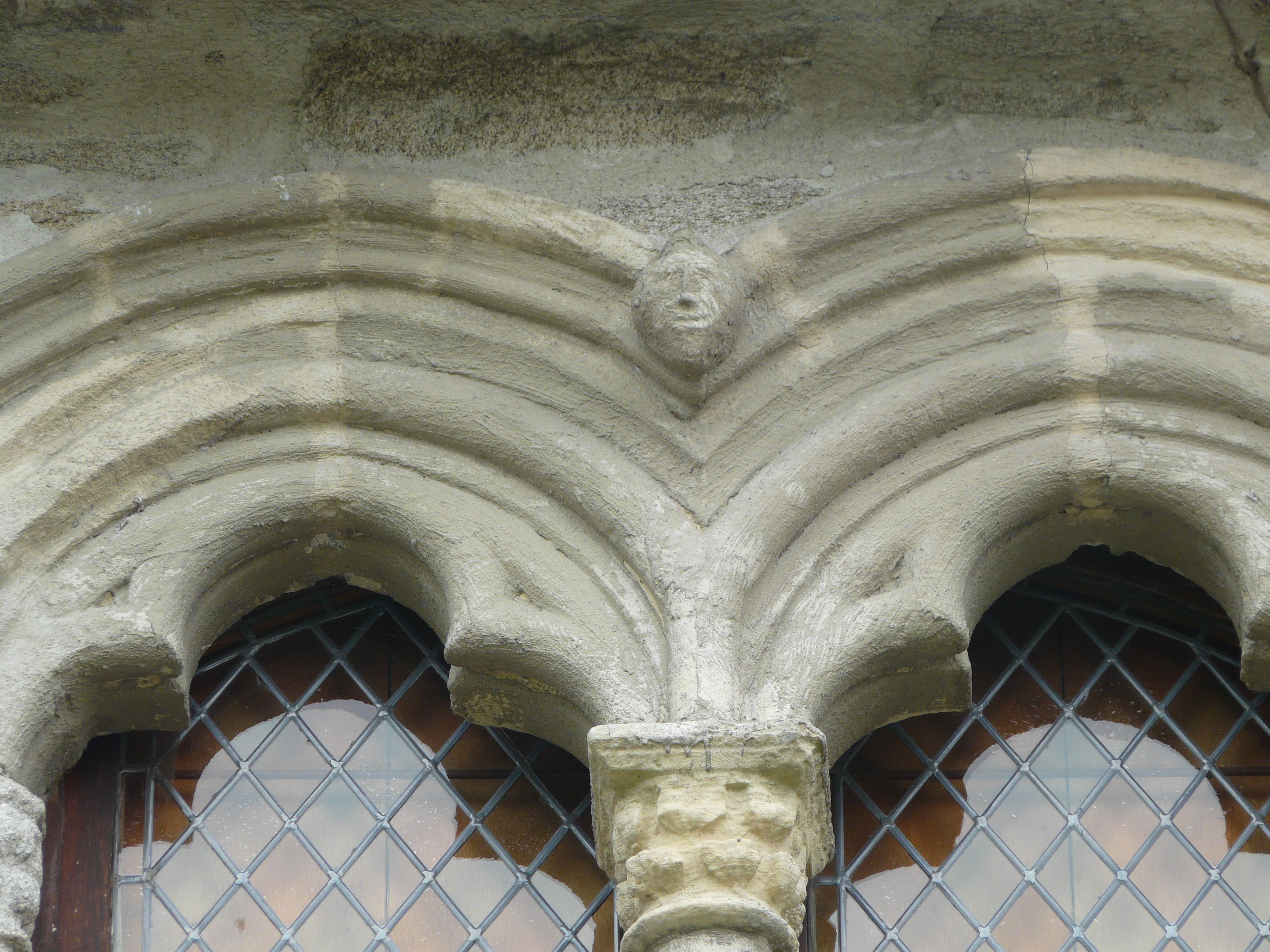
Décor au-dessus des fenêtres de l'étage